# Bradya confluens
Bradya confluens är en kräftdjursart som beskrevs av Lang 1936. Bradya confluens ingår i släktet Bradya och familjen Ectinosomatidae. Inga underarter finns listade i Catalogue of Life.